# وزارة الداخلية والسلامة (كوريا الجنوبية)
وزارة الداخلية والسلامة هي وزارة في حكومة كوريا الجنوبية. يقع المقر الرئيسي لها في مدينة سيجونغ وهي المسؤولة عن الإدارة الوطنية وإدارة المؤسسات الحكومية والحكومة الإلكترونية. بالإضافة فهي تدعم الحكومات المحلية من حيث الإدارة المحلية والتمويل والتنمية الإقليمية لتعزيز الاستقلال الذاتي المحلي.

## وصلات خارجية
- الموقع الرسمي باللغة الكورية
- الموقع الرسمي باللغة الإنجليزية
- معهد تنمية المسؤولين الحكوميين المحليين (LOGODI)